# Trichopalpus fraternus
Trichopalpus fraternus är en tvåvingeart som först beskrevs av Johann Wilhelm Meigen 1826.  Trichopalpus fraternus ingår i släktet Trichopalpus, och familjen kolvflugor. Arten är reproducerande i Sverige.